# ستانلي كونيتز
ستانلي جاسبون كونيتز (29 يوليو 1905 - 14 مايو 2006) شاعرا أمريكي تم تعيينه مستشارًا شعراً الحائز على جائزة الشعراء في مكتبة الكونغرس مرتين ، أولاً في عام 1974 ثم مرة أخرى في عام 2000.

## روابط خارجية
- ستانلي كونيتز على موقع الموسوعة البريطانية (الإنجليزية)
- ستانلي كونيتز على موقع ميوزك برينز (الإنجليزية)
- ستانلي كونيتز على موقع إن إن دي بي (الإنجليزية)
- ستانلي كونيتز على موقع ديسكوغز (الإنجليزية)